# Xã Hazel Run, Quận Yellow Medicine, Minnesota
Xã Hazel Run (tiếng Anh: Hazel Run Township) là một xã thuộc quận Yellow Medicine, tiểu bang Minnesota, Hoa Kỳ. Năm 2010, dân số của xã này là 193 người.